# Jeremy Kemp
Jeremy Kemp, född som Edmund J. Walker den 3 januari 1935 i Chesterfield i Derbyshire, död 19 juli 2019 i London, var en brittisk skådespelare.
För den svenska publiken är han troligen mest känd som "brigadgeneral Armin Von Roon" i Krig och hågkomst.
Kemp scendebuterade 1957 och slöt sig till Old Vic-teatern efterföljande år. Han spelade på scen, TV och film.

## Filmografi i urval[4]
- På främmande mark (1965)
- Blue Max (1966)
- Specialuppdrag K Secret Service (1968)
- Darling Lili (1970)
- Den sju-procentiga lösningen (1976)
- Fången på Zenda (1979)
- Krigets vindar (1983; miniserie)
- 1983 – Fantomen på Operan
- Krig och hågkomst (1988-1989; miniserie)
- StarTrek: The Next Generation (1990)
- Fyra bröllop och en begravning (1994)
- Conan (1997; TV-serie)